# Отцинг
Отцинг (нім. Otzing) — громада в Німеччині, знаходиться в землі Баварія. Підпорядковується адміністративному округу Нижня Баварія. Входить до складу району Деггендорф. Складова частина об'єднання громад Оберперінг.
Площа — 30,44 км2. Населення становить 1960 ос. (станом на 31 грудня 2020).

## Галерея

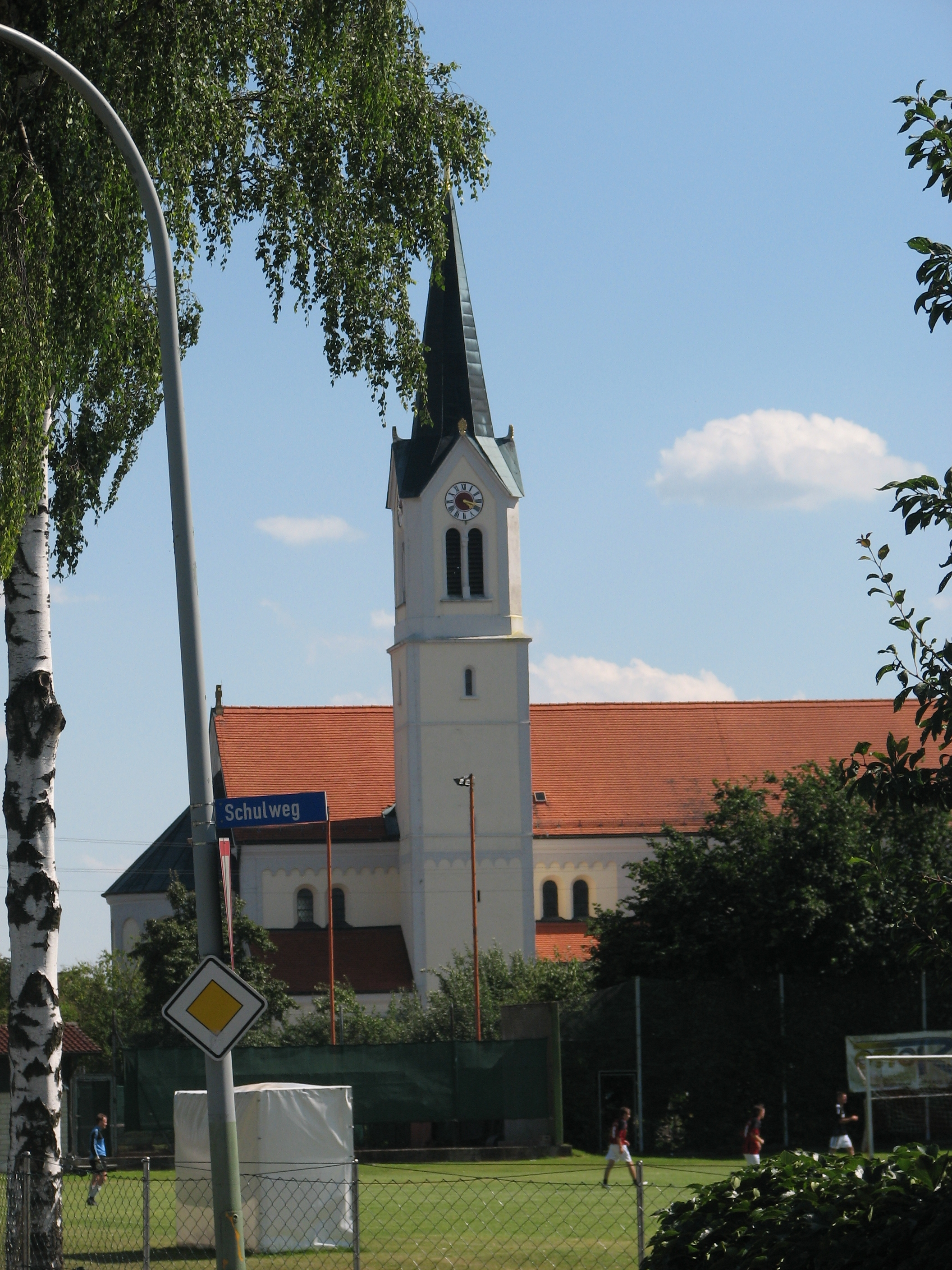